# Lycopus europaeus
Il piede di lupo (Lycopus europaeus L., 1753) è una pianta perenne erbacea dai delicati fiori appartenente alla famiglia delle Lamiaceae.

## Etimologia
Il nome generico (lycopus) deriva da due parole greche: "lykos" (= lupo) e "pous" (= piede), ossia "piede di lupo". Il nome della specifico (europaeus) indica che la pianta ha una possibile origine europea.
Il nome scientifico della specie è stato definito da Linneo (1707 – 1778), conosciuto anche come Carl von Linné, biologo e scrittore svedese considerato il padre della moderna classificazione scientifica degli organismi viventi, nella pubblicazione "Species Plantarum - 1: 21. 1753" del 1753.

## Descrizione

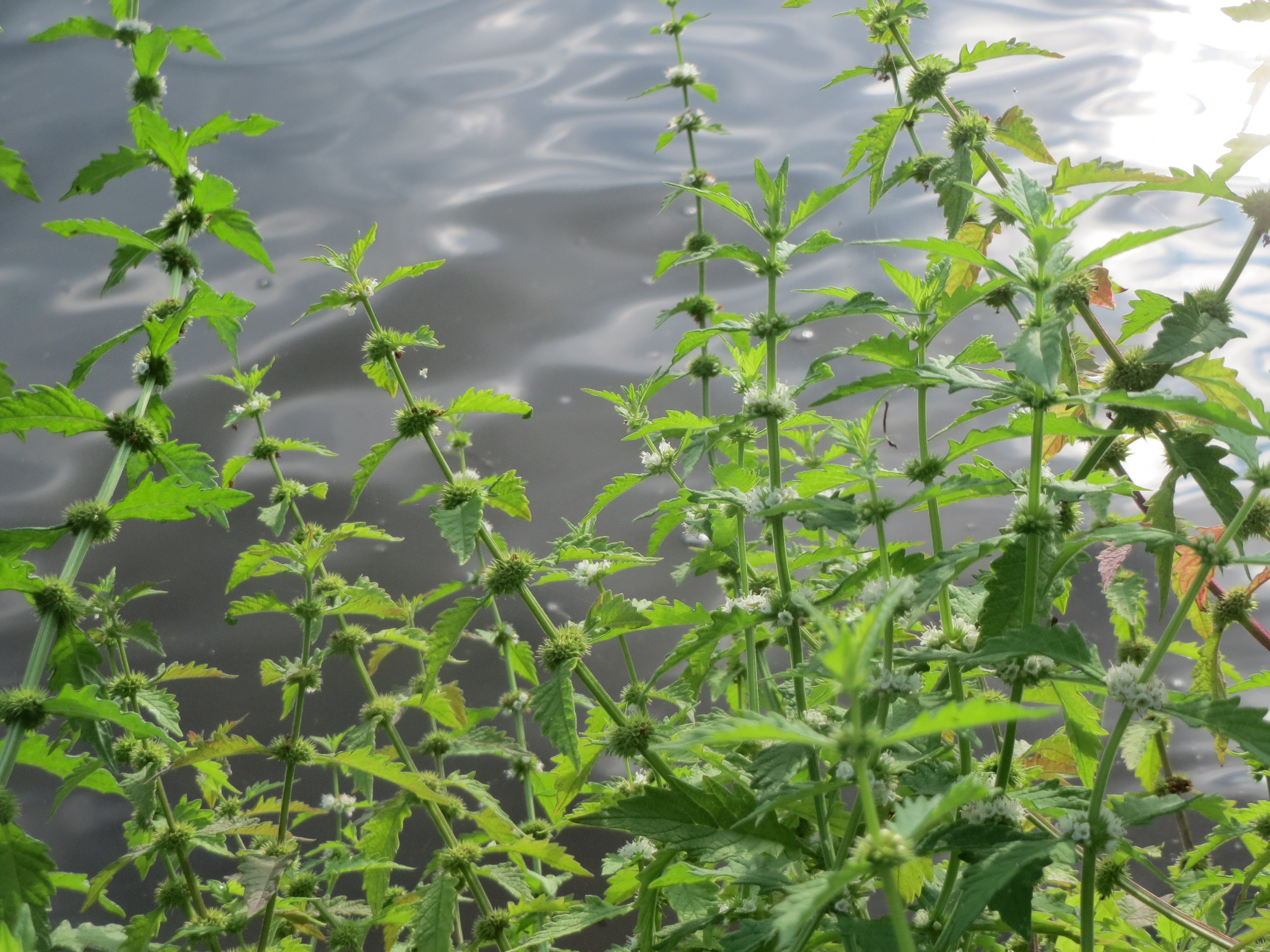
Il portamento

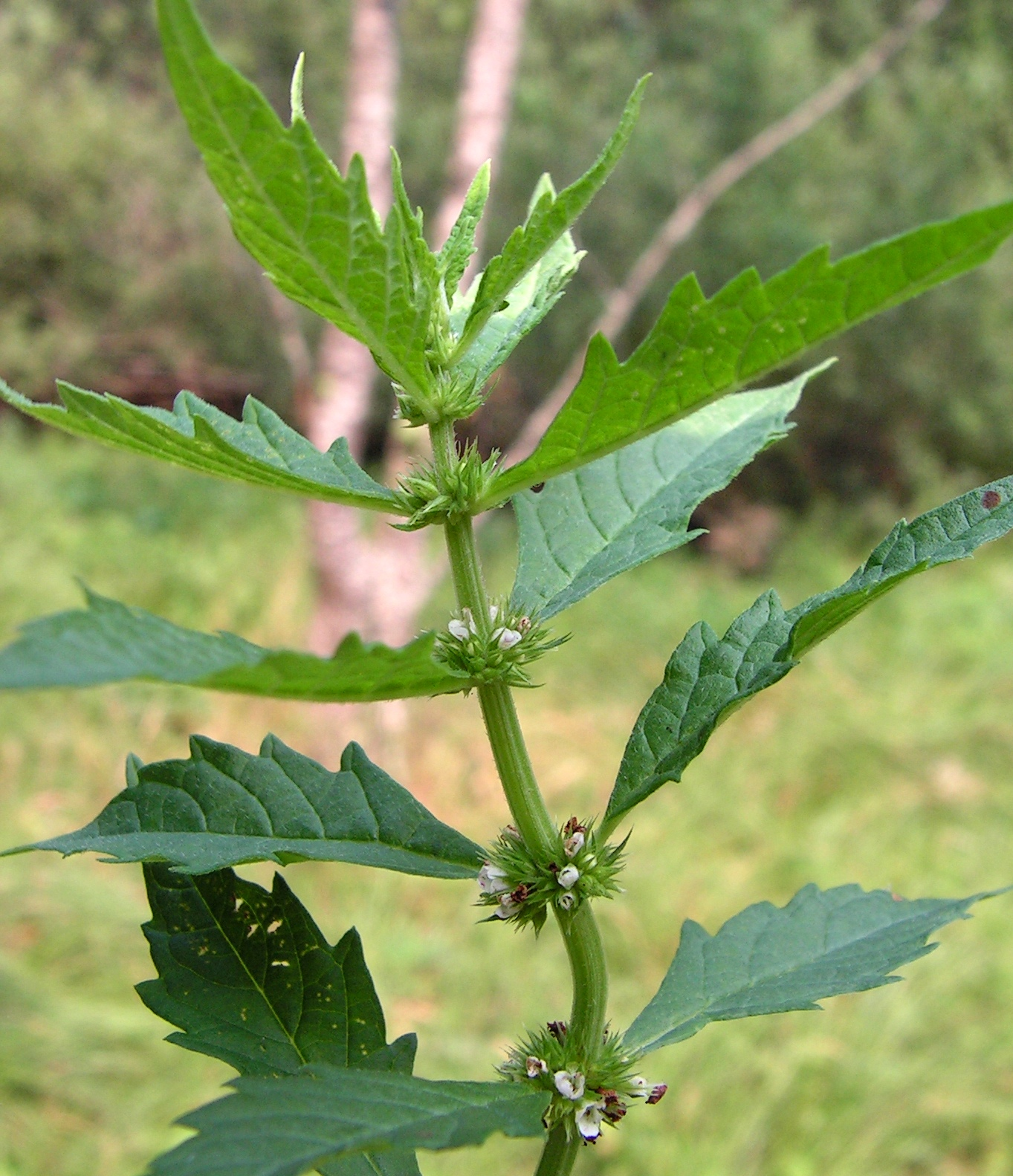
Le foglie

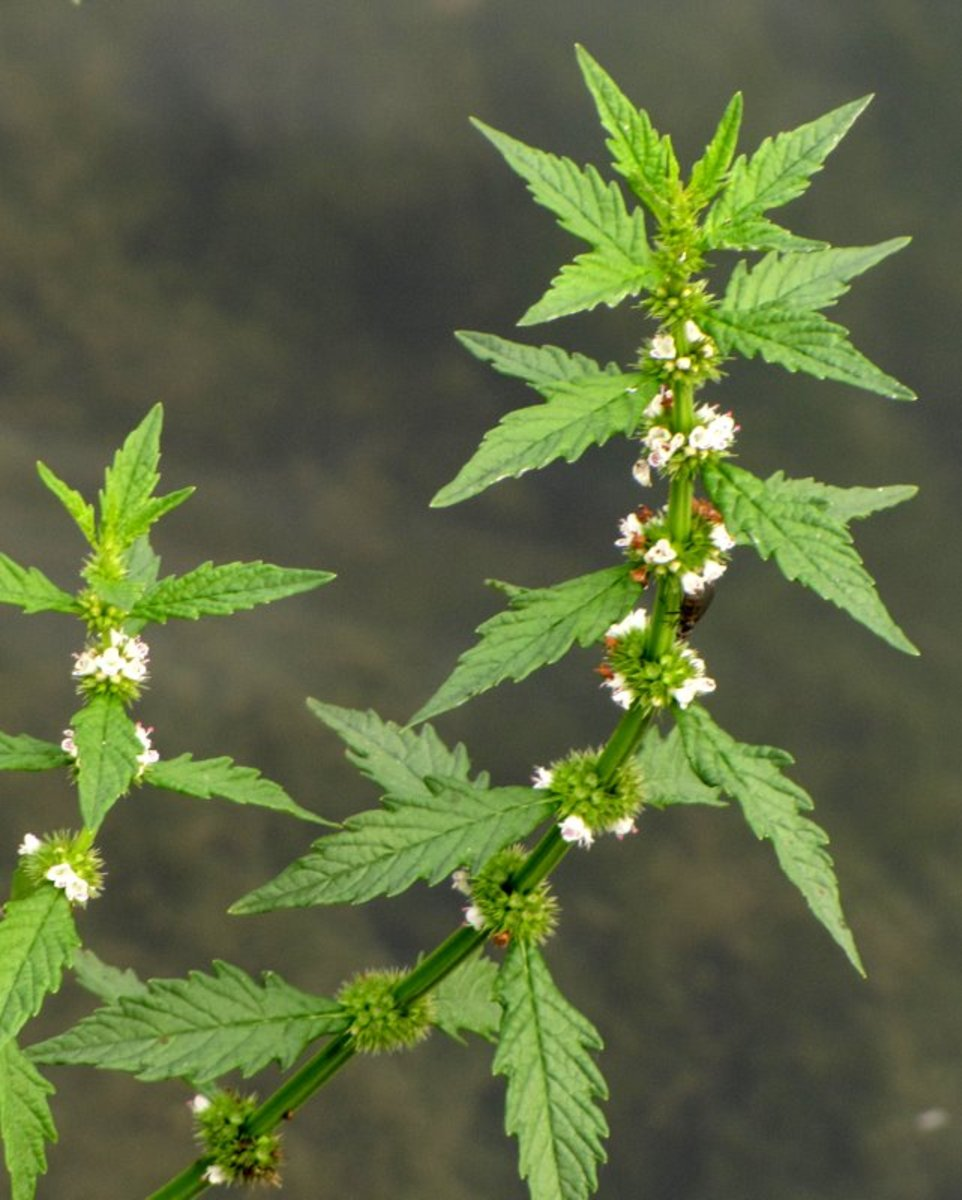
Infiorescenza

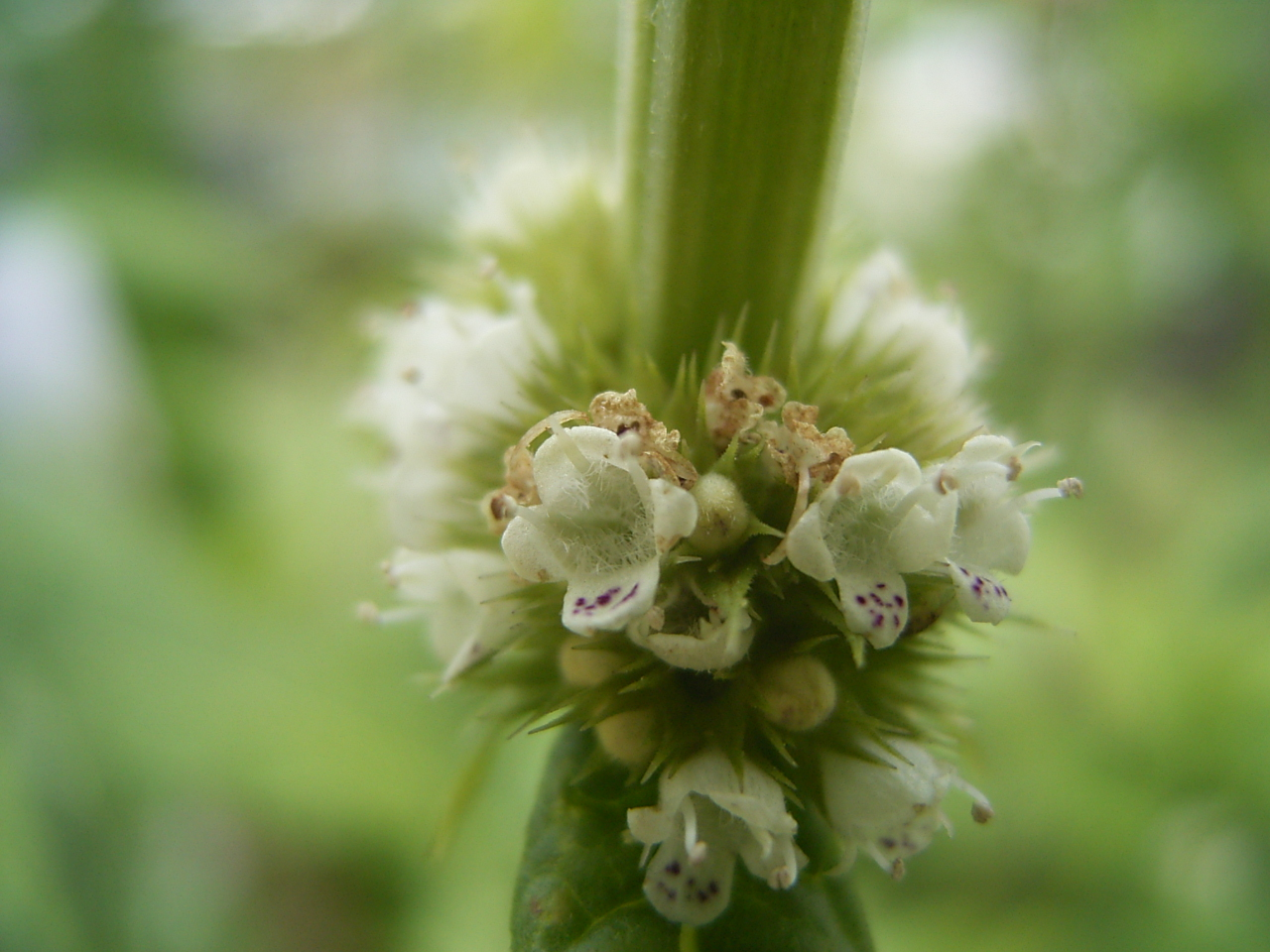
I fiori

Queste piante arrivano ad una altezza compresa tra 2 e 9 dm. Il portamento è erbaceo perenne; hanno la forma biologica emicriptofita scaposa (H scap), ossia in generale sono piante erbacee, a ciclo biologico perenne, con gemme svernanti al livello del suolo e protette dalla lettiera o dalla neve e sono dotate di un asse fiorale eretto e spesso privo di foglie. La forma biologica può essere anche idrofita radicante (I rad), ossia sono piante acquatiche perenni le cui gemme si trovano sommerse o natanti dotate di un apparato radicale che le ancora al fondale. L'indumento è formato da peli semplici.

### Radici
Le radici sono secondarie dal rizoma. I rizomi possono essere orizzontali oppure striscianti e radicanti-stoloniferi; talvolta sono presenti delle forme tuberose. Lunghezza del rizoma: 4 - 8 dm.

### Fusto
I fusti sono eretti, ascendenti e ispidi. Sono ramosi solamente nella parte apicale. Il fusto ha una sezione quadrangolare a causa della presenza di fasci di collenchima posti nei quattro vertici, mentre le quattro facce sono concave e scanalate.

### Foglie
Le foglie lungo il fusto sono disposte in modo opposto (a due a due) e ogni verticillo è alternato rispetto al precedente. Sono sessili (quelle superiori) oppure picciolate (quelle inferiori) e sono prive di stipole. La forma della lamina delle foglie inferiori è profondamente lobata (alla base può essere partita), verso l'apice può essere dentata o crenata; la base è attenuata e l'apice è acuminato. Quelle superiori sono dentellate e progressivamente minori. Dimensione delle foglie inferiori: larghezza 2 – 4 cm; lunghezza 5 – 10 cm. Dimensione delle foglie superiori: larghezza 2 cm; lunghezza 5 cm. 

### Infiorescenza
Le infiorescenze sono terminali, peduncolate e portate in vari verticilli stretti, ascellari e sovrapposti lungo il fusto. Ogni verticillo è composto da diversi fiori sessili o subsessili disposti circolarmente a corona (verticillastri multiflori glomeruliformi di circa 1 cm di diametro) e sono poggianti su due brattee fogliose (o semplicemente delle foglie più piccole rispetto a quelle lungo il fusto). Sono presenti anche bratteole di pochi millimetri. Lunghezza delle bratteole: 3 – 5 mm.

### Fiori
I fiori sono ermafroditi, zigomorfi, tetrameri (4-ciclici), ossia con quattro verticilli (calice – corolla - androceo – gineceo) e pentameri (5-meri: la corolla e il calice sono a 5 parti). Lunghezza del fiore: 2,5 – 4 mm.
- Formula fiorale. Per la famiglia di queste piante viene indicata la seguente formula fiorale:

X, K (5), [C (2+3), A 2+2] G (2), (supero), drupa, 4 nucule
- Calice: il calice è gamosepalo e debolmente attinomorfo. La base ha delle forme campanulate e termina con 5 lobi spinulosi più lunghi del tubo e con forme più o meno triangolari. La gola (la parte interna del calice) è glabrescente. La superficie è percorsa da 10 - 15 nervature longitudinali. Il calice non è accrescente.
- Corolla: la corolla gamopetala è subzigomorfa; ha la forma di un tubo diritto terminante in modo debolmente bilabiato con 4 lobi. Il lobi sono tutti interi o a volte quello posteriore (inferiore) è bifido o anche trilobato con il lobo centrale più grande degli altri due. La corolla può essere villosa. I colori sono bianco o sfumature biancastre oppure rosea con chiazze purpuree. Lunghezza della corolla: 2,5 – 3 mm.
- Androceo: l'androceo possiede due stami fertili (i due posteriori sono ridotti a piccoli staminoidi oppure sono assenti). Gli stami sono inclusi oppure sporgono appena dal tubo corollino. I filamenti sono adnati alla corolla e sono glabri. Le antere hanno due teche distinte, parallele o divergenti; alla deiscenza sono separate. I granuli pollinici sono del tipo tricolpato o esacolpato. Il disco nettario è un disco simmetrico e ricco di sostanze zuccherine.
- Gineceo: l'ovario è supero formato da due carpelli saldati (ovario bicarpellare) ed è 4-loculare per la presenza di falsi setti divisori all'interno dei due carpelli. L'ovario è glabro. La placentazione è assile. Gli ovuli sono 4 (uno per ogni presunto loculo), hanno un tegumento e sono tenuinucellati (con la nocella, stadio primordiale dell'ovulo, ridotta a poche cellule).[16] Lo stilo inserito alla base dell'ovario (stilo ginobasico) è del tipo filiforme con un ingrossamento vicino alla base. Lo stigma è bifido con due lobi uguali o ineguali.
- Fioritura: da giugno a settembre.

### Frutti
Il frutto è uno schizocarpo composto da 1 - 4 nucule (talvolta ridotte a una per aborto delle altre) con forme ovoidi-tetraediche e dorso-ventralmente appiattito. Spesso sulla cresta apicale sono presenti dei denti o tubercoli. La superficie è marrone e in genere è glabra con la faccia superiore (ma anche quella inferiore) densamente ghiandolosa.

## Riproduzione
- Impollinazione: l'impollinazione avviene tramite insetti tipo ditteri e imenotteri (impollinazione entomogama).[13][17]
- Riproduzione: la fecondazione avviene fondamentalmente tramite l'impollinazione dei fiori (vedi sopra).
- Dispersione: i semi cadendo a terra (dopo essere stati trasportati per alcuni metri dal vento – disseminazione anemocora) sono successivamente dispersi soprattutto da insetti tipo formiche (disseminazione mirmecoria).[18]  I semi hanno una appendice oleosa (elaisomi, sostanze ricche di grassi, proteine e zuccheri) che attrae le formiche durante i loro spostamenti alla ricerca di cibo.[19]

## Distribuzione e habitat

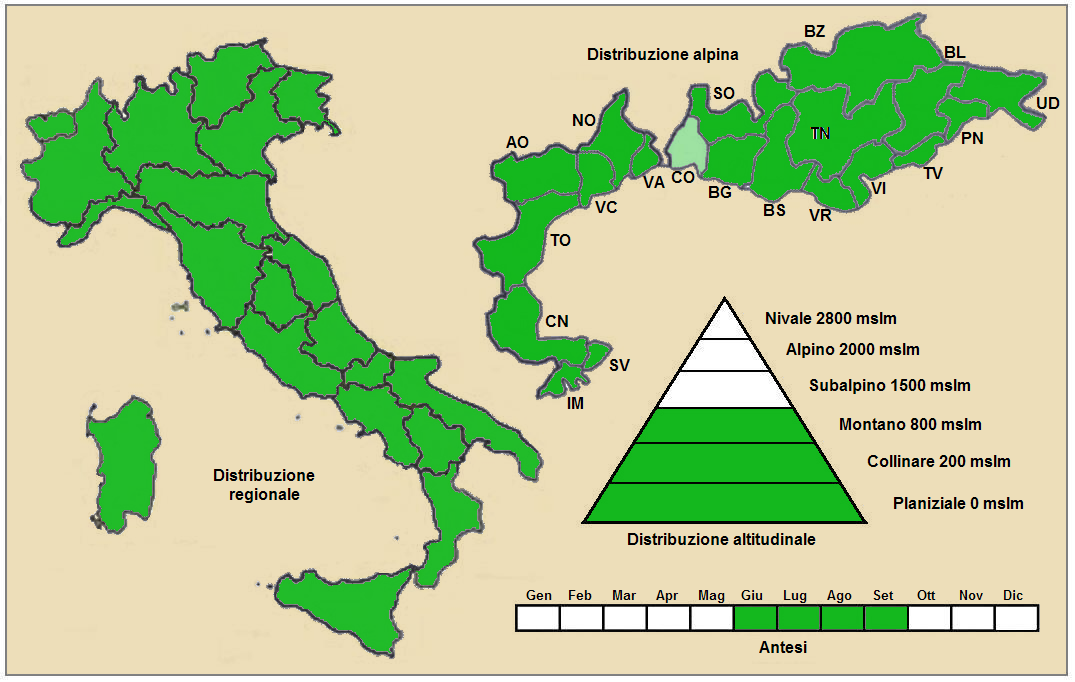
Distribuzione della pianta
(Distribuzione regionale – Distribuzione alpina)

- Geoelemento: il tipo corologico (area di origine) è Paleotemperato divenuto Circumboreale e Eurasiatico.
- Distribuzione: in Italia è una specie comune e si trova su tutto il territorio. Nelle Alpi è ovunque presente sia in Francia (tutti i dipartimenti alpini), sia in Austria che in Slovenia. Sugli altri rilievi europei collegati alle Alpi si trova nella Foresta Nera, Vosgi, Massiccio del Giura, Massiccio Centrale, Pirenei e Carpazi.[21] Nel resto dell'Europa è presente dalla Penisola Iberica alla Russia e dalla Scandinavia alla Grecia. È presente anche nella Transcaucasia, Anatolia, Asia mediterranea e Magreb.[22] È presente anche negli Stati Uniti.[14]
- Habitat: l'habitat tipico per questa pianta sono i prati umidi, i bordi dei fossi, i canneti e gli ambienti più o meno acquatici in genere. Il substrato preferito è calcareo ma anche siliceo con pH neutro, medi valori nutrizionali del terreno che deve essere bagnato.[21]
- Distribuzione altitudinale: sui rilievi queste piante si possono trovare fino a 1100 m s.l.m.; frequentano quindi i seguenti piani vegetazionali: collinare e montano (oltre a quello planiziale – a livello del mare).

### Fitosociologia

#### Areale alpino
Dal punto di vista fitosociologico alpino Lycopus europaeus appartiene alla seguente comunità vegetale:
- Formazione: delle comunità delle megaforbie acquatiche

- Classe: Phragmito-Magnocaricetea

#### Areale italiano
Per l'areale completo italiano Lycopus europaeus appartiene alla seguente comunità vegetale:
- Macrotipologia: vegetazione anfibia di fiumi, sorgenti e paludi

- Classe: Phragmito australis-magnocaricetea elatae Klika in Klika & Novák, 1941

- Ordine: Magnocaricetalia elatae Pignatti, 1953

- Alleanza: Magnocaricion elatae Koch, 1926

Descrizione: l'alleanza Magnocaricion elatae è caratterizzata dalla presenza di ciperacee di taglia robusta e in genere da vegetazione palustre dominata da piante igrofile; i suoli, saturi d'acqua, sono organogeni (di origine chimica), facilmente torbosi e inondati per lunghi periodi. Le comunità di questa alleanza sono sensibili all'eutrofizzazione con colonizzazione di ambienti in cui l'apporto di nutrienti non è costante (l'azione dell'uomo è minima). La distribuzione di queste alleanze è su tutto il territorio italiano ed europeo.
Specie presenti nell'associazione: Lysimachia vulgaris, Agrostis stolonifera, Eupatorium cannabinum, Equisetum palustre, Iris pseudacorus, Phragmites australis, Bidens frondosa, Bidens tripartita, Galium palustre, Lythtrum salicaria, Carex elata, Carex acutiformis, Carex appropinquata, Carex diandra, Carex caespitosa, Cladium mariscus e Cyperus longus.
Altre alleanze per questa specie sono:
- Alnion glutinosae
- Phragmition communis
- Phragmitenion communis
- Alnion glutinosae
- Frangulo alni-Fraxinion oxycarpae

## Tassonomia
La famiglia di appartenenza della specie (Lamiaceae), molto numerosa con circa 250 generi e quasi 7000 specie, ha il principale centro di differenziazione nel bacino del Mediterraneo e sono piante per lo più xerofile (in Brasile sono presenti anche specie arboree). Per la presenza di sostanze aromatiche, molte specie di questa famiglia sono usate in cucina come condimento, in profumeria, liquoreria e farmacia. La famiglia è suddivisa in 7 sottofamiglie; la sottotribù Lycopinae (e quindi anche il genere Lycopus) appartiene alla sottofamiglia Nepetoideae (tribù Mentheae).

Il numero cromosomico di L. europaeus è: 2n = 22.

### Sottospecie
Sandro Pignatti nella "Flora d'Italia" distingue tre sottospecie (non riconosciute da altre checklist).

#### Sottospecieeuropaeus
- Nome scientifico: Lycopus europaeus L. subsp. europaeus.
- Descrizione: la lamina delle foglie è lanceolata (3 - 5 volte più lunga che larga) con superficie glabra o sparsamente pelosa; le nucule dei frutti hanno un bordo calloso largo 0,17 - 0,18 mm.
- Distribuzione: è la stirpe più numerose ed è distribuita su tutto il territorio italiano.

#### Sottospeciemollis
- Nome scientifico: Lycopus europaeus L. subsp. mollis (Kerner) Rothm.
- Descrizione: la lamina delle foglie è ovata (2,5 volte più lunga che larga) con superficie grigio-tomentosa; le nucule dei frutti hanno un bordo calloso largo 0,17 - 0,18 mm.
- Distribuzione: è una sottospecie rara e si trova solamente al Nord (Alpi Orobiche).

#### Sottospeciemethaefolius
- Nome scientifico: Lycopus europaeus L. subsp. methaefolius (Mabille) Skalicky
- Descrizione: la lamina delle foglie è largamente ovato-triangolare (1,2 - 2 volte più lunga che larga) con una superficie pubescente soprattutto sulla pagina inferiore; le nucule dei frutti hanno un bordo calloso largo 0,26 mm.
- Distribuzione: in Italia si trova solamente in Liguria.

### Sinonimi
Questa entità ha avuto nel tempo diverse nomenclature. L'elenco seguente indica alcuni tra i sinonimi più frequenti:
- Lycopus alboroseus Gilib.
- Lycopus albus Mazziari
- Lycopus aquaticus Moench
- Lycopus decrescens K.Koch
- Lycopus europaeus f. glabrescens Schmidely
- Lycopus europaeus var. glabrescens (Schmidely) Briq.
- Lycopus europaeus var. hirsutus Gand.
- Lycopus europaeus var. incanus DC.
- Lycopus europaeus var. menthifolius (Mabille) Nyman
- Lycopus europaeus var. mollis (A.Kern.) Briq.
- Lycopus europaeus var. pubescens Benth.
- Lycopus europaeus f. pusillus Montell
- Lycopus europaeus var. stolonifer K.Koch
- Lycopus europaeus var. subpinnatifidus Lej. & Courtois
- Lycopus europaeus var. trichophora Briq.
- Lycopus europaeus f. velutina Schmidely
- Lycopus laciniatus Marz.-Penc. ex Pollini
- Lycopus menthifolius Mabille
- Lycopus mollis A.Kern.
- Lycopus niger Gueldenst.
- Lycopus palustris Burm.f.
- Lycopus riparius Salisb.
- Lycopus solanifolius Lojac.
- Lycopus souliei Sennen
- Lycopus vulgaris Pers.

## Altre notizie
La erba sega comune in altre lingue è chiamata nei seguenti modi:
- (DE)  Gewöhnlicher Wolfsfuß
- (FR)  Lycope d'Europe
- (EN)  Gipsywort